# Georges Goldfayn
Georges Goldfayn, (París, 10 de marzo de 1933 - ibídem, 24 de abril de 2019) fue un escritor, traductor, actor y crítico de cine francés. Estuvo muy cerca del movimiento surrealista después de 1950. 

## Carrera
Aunque se sabe poco sobre la juventud de Georges Goldfayn, su nombre aparece junto a André Breton ya en 1951 en lo que José Pierre llama la "segunda generación surrealista", que formó el "Movimiento" o "Grupo Surrealista" que resurgió en París después de 1947.
Una de las grandes pasiones de Goldfayn parece haber sido el cine. Estuvo al lado de Ado Kyrou y de Robert Benayoun durante los cinco números de la efímera revista L'Âge du cinéma, que pretendía ser la revista de cine de los surrealistas nostálgicos de las vanguardias. Goldfayn no dudó en criticar, entre otras cosas, lo anticuado de cierto cine realista sórdido. Mucho más tarde, Goldfayn llegaría a actuar en cortometrajes y largometrajes, sobre todo para Jean-Marie Straub y Danièle Huillet. También tradujo algunas biografías y ensayos cinematográficos de importancia.
En el plano artístico, Goldfayn participó en la puesta en marcha de la famosa galería À l'Étoile scellée, situada en el número 11 de la rue du Pré-aux-clercs (París), de la que Breton era director artístico. Allí presentó, entre otros, a un joven artista italiano de dieciocho años, Giordano Falzoni (1925-1998), del que seguiría siendo amigo (y que también era actor).
A principios de los años 50, Goldfayn, para ganarse la vida, trabajó en un bar parisino, el Storyville, donde actuaban músicos de jazz.
A partir de 1957, acude regularmente a Saint-Cirq-Lapopie donde Elisa y André Breton reciben a sus amigos, organizan juegos surrealistas y excursiones y redactan juntos numerosos programas de acciones artísticas y políticas. Formará parte de la notable revista Le Surréalisme, même, editada por Jean-Jacques Pauvert: en el primer número, Goldfayn tendió la mano de alguna manera a Léo Ferré, quien, en enero de 1957 cayó literalmente en los brazos de Aragon. Con Breton, organizó una contraofensiva desautorizando al poeta-cantante, no sin amargura pero siempre con fuerza y brío. En Goldfayn, Breton parecía amar la elegancia estilística al servicio de la integridad.
Goldfayn cofirmó algunos importantes tratados surrealistas, entre ellos los publicados por Le Libertaire (1951-52), órgano derivado del movimiento anarquista, o la campaña Ça commence bien!  que atestigua en septiembre de 1954 un acercamiento a la Internacional Letrista: cabe destacar que Guy Debord y Goldfayn siguieron siendo amigos, a pesar de que en los años siguientes se hizo evidente que el entendimiento resultaba imposible entre ambos movimientos (surrealista y situacionista). En septiembre de 1960, Goldfayn se encontraba entre los firmantes del Manifiesto del 121 sobre el derecho a la insubordinación en la Guerra de Argelia.
En 1960, él y Gérard Legrand fueron los primeros en publicar las Poésies de Terrain Vague de Isidore Ducasse, que sólo eran conocidas por unos pocos iniciados. Ese mismo año, viaja con el Grupo Surrealista al desierto de Retz y aparece en el ensayo fotográfico de Denise Bellon.
Tras la disolución del Grupo Surrealista en 1969, Goldfayn se unió a Pierre Peuchmaurd, que lanzó Éditions Maintenant en 1972 como parte de un colectivo que incluía a Radovan Ivsic, Annie Le Brun, Gérard Legrand y Toyen.
En 1980, firmó el texto colectivo publicado por Jacques Baynac y titulado La gangrène que denunciaba el giro revisionista de los antiguos militantes de ultraizquierda de La Vieille Taupe.

## Publicaciones
- Poésies de Isidore Ducasse, presente con Gérard Legrand, Le Terrain Vague, 1960.
- Rien ne va plus, París, Éditions Maintenant, 1972.
- Mise en jeu, París, Éditions Maintenant, 1974.
- Quand le surréalisme eut cinquante ans, París, Éditions Maintenant, 1974 (colectivo).
- Le 17 mars y Il faut tenir compte de la distance. Feuilleton théorique, vols. I a IX, París, Éditions Maintenant, 1973-76.
- Des étrangers, Les hypertrichosiques, 1978 con una ilustración de Philippe Collage.
- "Table ronde sur le cinéma des surréalistes" en Les cahiers de la cinémathèque, numéro|30-31, verano-otoño 1980.

## Traducciones
- Sam Goldwyn: La leyenda de Hollywood por Andrew Scott Berg.
- Clint Eastwood: una biografía por Richard Schickel y Doug Headline.
- Hawks by Hawks por Joseph McBride.
- Hitchcock y Selznick por Leonard J. Leff.
- Greta Garbo. Biografía de Barry Paris.
- The Beauty that beckons de Oliver Onions
- Los ojos azules de Thomas Hardy.
- Los amigos de Pancho Villa de James Carlos Blake.
- La casa de las tinieblas de Francis King.

## Cine
- 1977 : Toute révolution est un coup de dés de Jean-Marie Straub y Danièle Huillet
- 1991 : Milena de Véra Belmont.
- 2004 : Le Fantôme d'Henri Langlois de Jacques Richard.